# محوطه باغ کل
محوطه باغ کل مربوط به سده‌های اولیه دوران‌های تاریخی پس از اسلام است و در شهرستان خوانسار، شمال جاده خوانسار به داران واقع شده و این اثر در تاریخ ۲۳ شهریور ۱۳۸۲ با شمارهٔ ثبت ۱۰۲۳۷ به‌عنوان یکی از آثار ملی ایران به ثبت رسیده است.